# Abu al-Atahiya
Abu al-Atahiya, född omkring 747, död omkring 825, var en arabisk religiös poet.
Abu al-Atahiya var hovpoet hos kalifen Al-Mahdi men opponerade sig mot hovlivet och lovsjöng i stället i en enkel stil askesen. Han menade att makt och skönhet är bländverk och att fåfängligheten bör undvikas. Det är visheten som leder till askesen.